# Down House
Das Down House ist das Wohnhaus, in dem der britische Naturforscher Charles Darwin von 1842 bis zu seinem Tod mit seiner Frau und den Kindern lebte. Es befindet sich in der kleinen Gemeinde Downe (vormals Down) der Grafschaft Kent südlich der britischen Hauptstadt London. Es wird als Museum genutzt, das über das Leben der Darwins und die Entstehung seiner Evolutionstheorie Auskunft gibt.

## Geschichte des Hauses

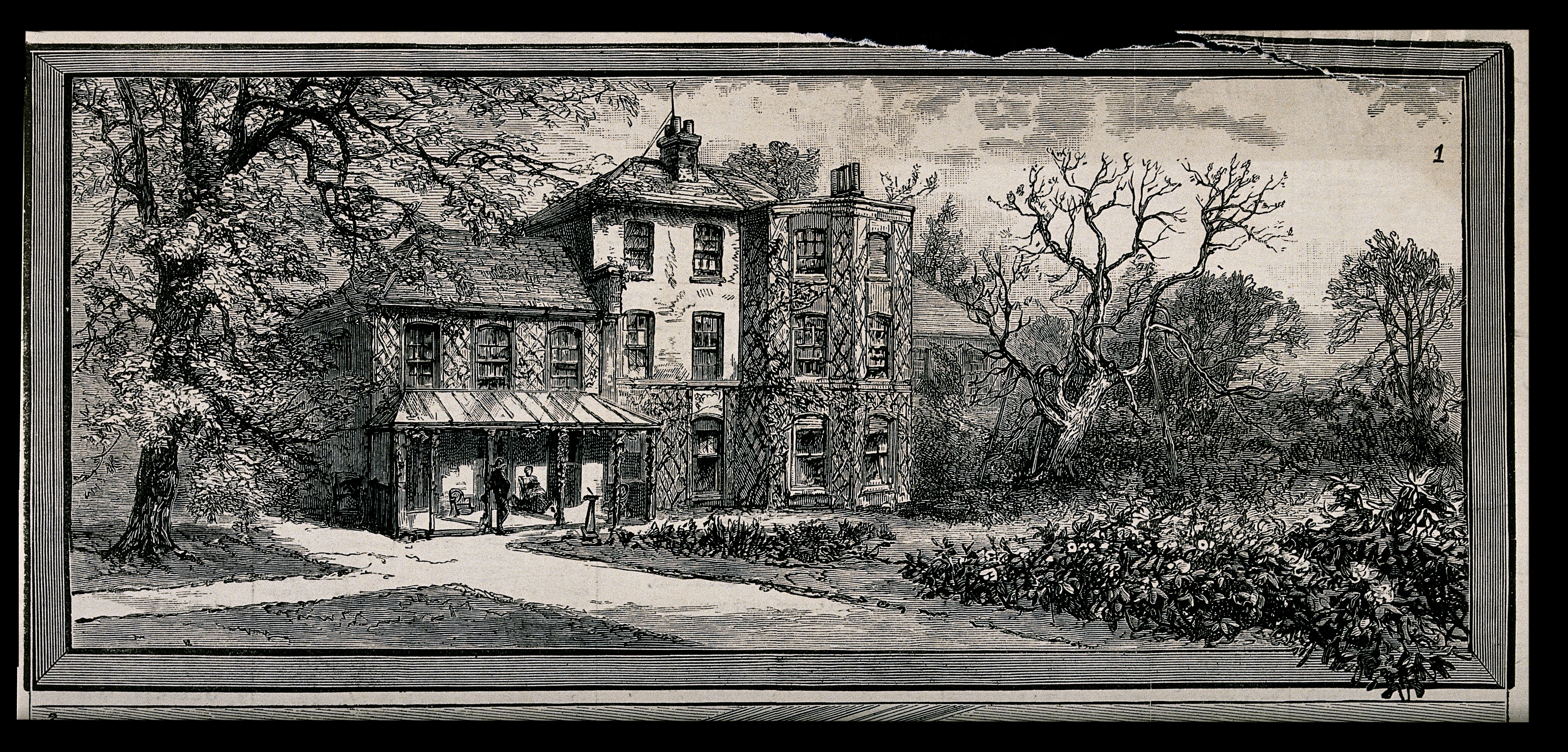
Das Haus von Charles Darwin (Down House) in Kent. Holzstich von 1882

Der Hauptteil des Down House wurde im frühen 18. Jahrhundert im sogenannten georgianischen Stil erbaut. Im späten 18. Jahrhundert gehörte es dem reichen Geschäftsmann George Butler, der einige Veränderungen vornehmen ließ (vor allem den Anbau eines Küchenflügels). Anschließend gehörte es einem Grundstücksspekulanten, der es an einen Oberst der Pioniertruppe (engineer), John Johnson, vermietete und der es später kaufte. Dessen Sohn verkaufte es 1837 an J. Drummond, dem Vikar von Down. Von diesem übernahm es 1842 Darwin, um für seine wachsende Familie und seine Studien Platz zu schaffen. 1843 ließ Darwin die Eingangstür von der Vorderfront an die dem Küchenflügel gegenüberliegende Seite verlegen. 1846 wurde der Küchenflügel ausgebaut. Auf diesem Flügel folgten 1858 und 1876 zusätzliche Erweiterungen.
Nachdem auch Darwins Frau Emma 1896 verstorben war, wurde das Haus 1907 die Mädchenschule von Down. Ab 1927 wurde das Haus für Museumszwecke vorbereitet. Seit 1996 gehört es zum English Heritage.

## Rundgang durch das Haus
Der jetzige Zustand des Hauses rekonstruiert den Zustand der Jahre 1876 und 1877. Dazu wurden viele Originaleinrichtungsgegenstände, die nach dem Tod Darwins und seiner Frau aus dem Haus verbracht wurden, wieder beschafft. Der Rundgang durch das Haus beginnt in dem Flügel, der dem Küchenflügel gegenüber liegt.
Erdgeschoss
- Kassenbereich, Museumshop
- Der Salon
- Der Hausflur

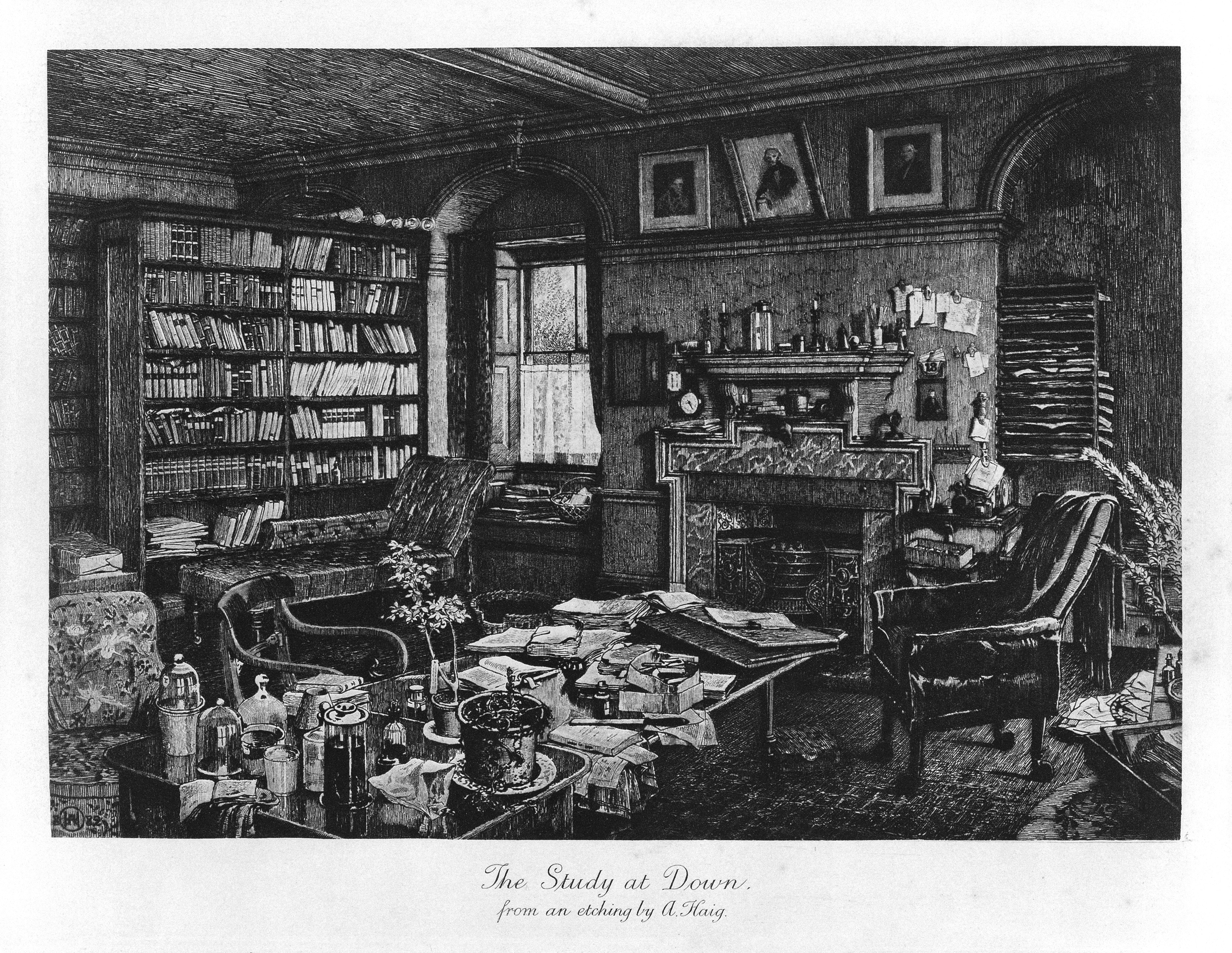
Arbeitszimmer

- Das alte Arbeitszimmer (hier schrieb Darwin sein wichtigstes Buch „Die Entstehung der Arten“)
- Das Billardzimmer
- Das Esszimmer (mit Wedgwood-Tafelservice)

Der alte Küchenflügel war der Wohnbereich des Hauspersonals. Er wird heute für ein Museumscafé genutzt. Dahinter liegen über einen kleinen Innenhof hinweg die heutigen Besuchertoiletten.
Obergeschoss

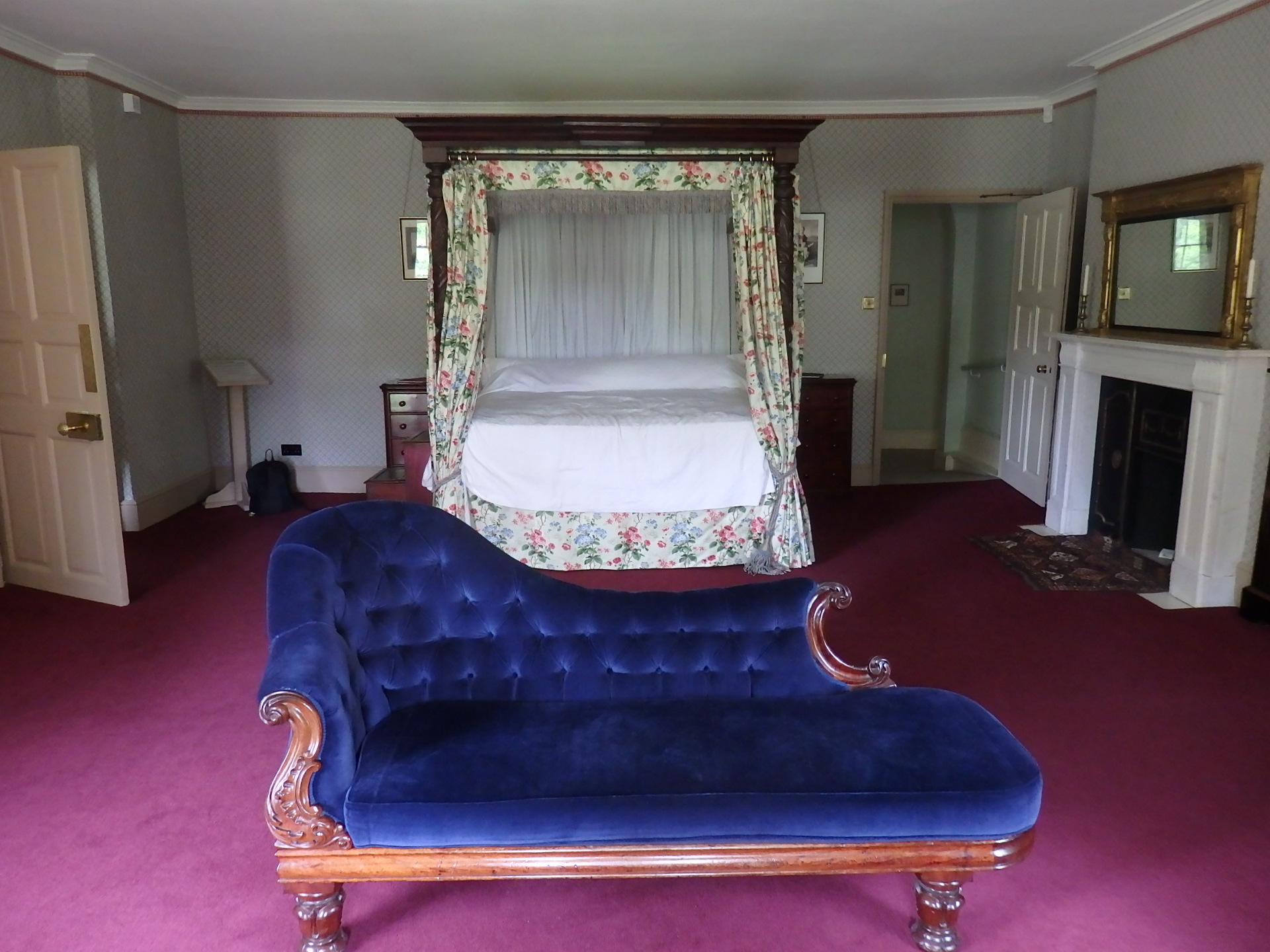
Darwins rekonstruiertes Schlafzimmer im OG

Neben dem restaurierten Schlafzimmer der Darwins wird in den weiteren Räumen eine Ausstellung über Darwins Reise mit der Beagle, der Entstehung seiner Evolutionstheorie und der Darwinschen Familiengeschichte gezeigt.

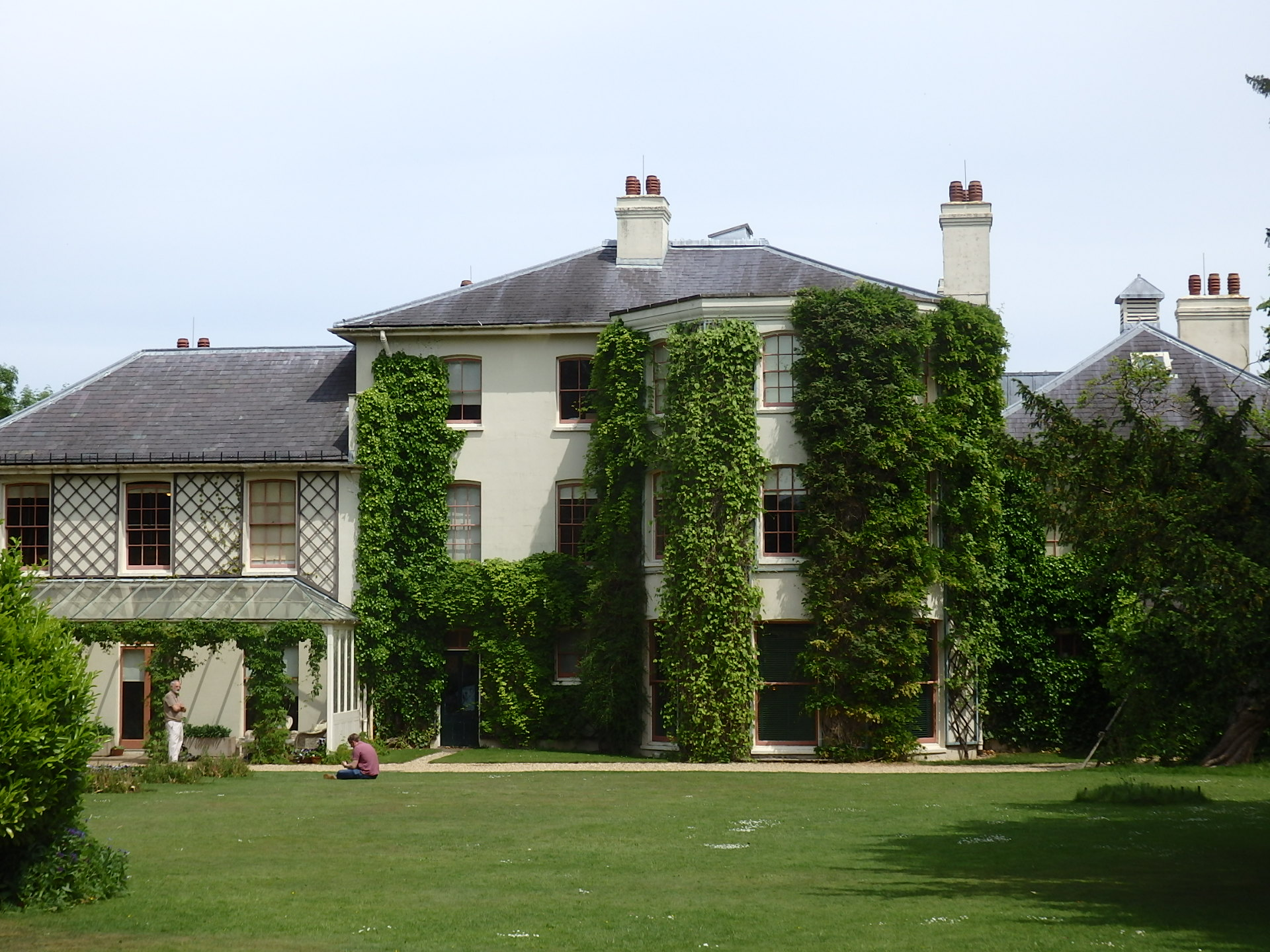
Darwins Wohnhaus, Gartenseite

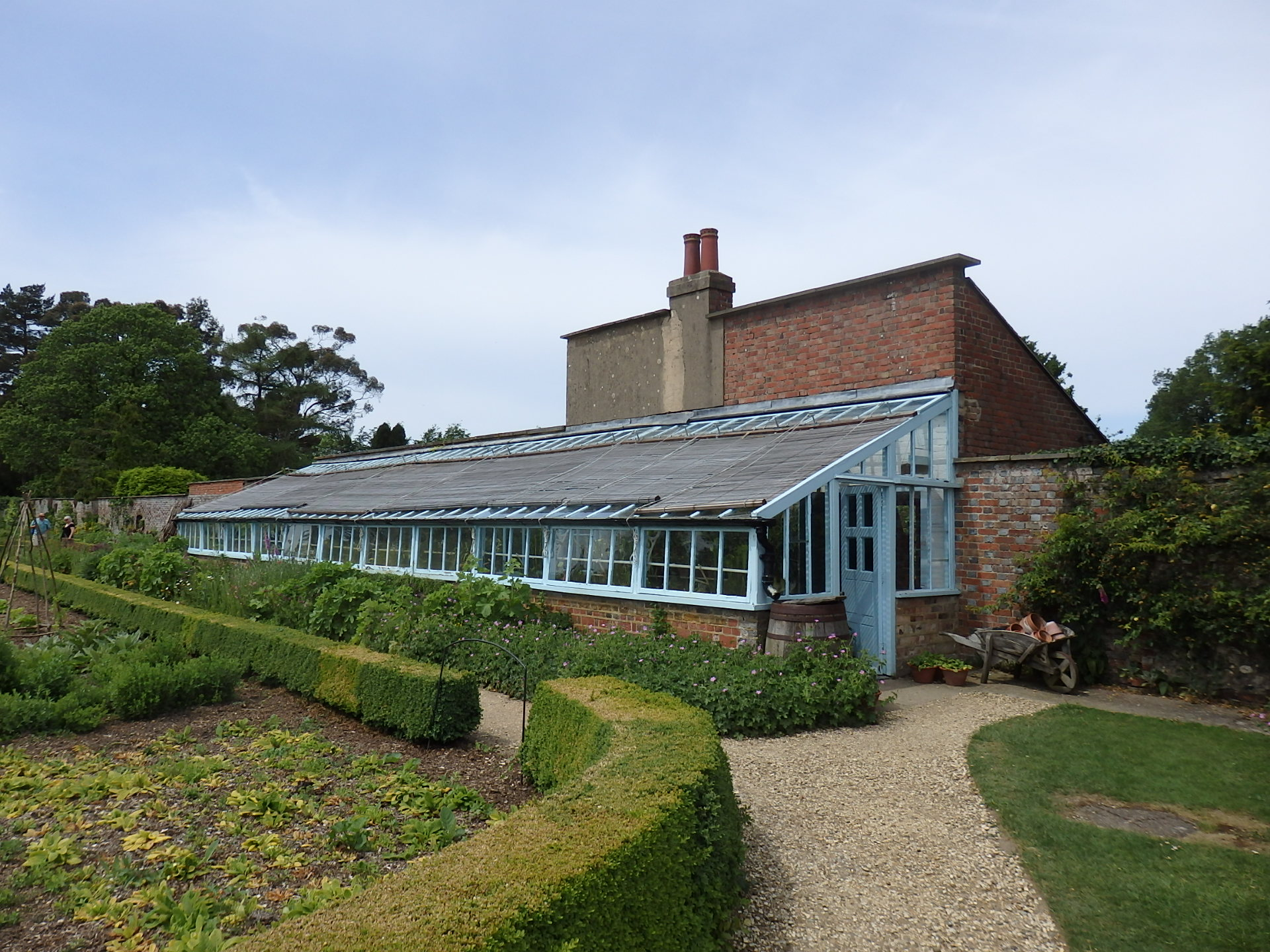
Darwins Gewächshaus in Down

Außerhalb des Hauses setzt sich der Rundgang fort:
- Der Unkrautgarten (mit einem nachkonstruierten Experiment über die Überlebensrate von Sämlingen)
- Das Rasenexperiment
- Der Regenwurmstein (Beobachtung des allmählichen Absackens eines Steins)
- Das Experimentierbeet
- Das Gewächshaus (mit drei Unterteilungen)
- Der Tennisplatz
- Der Küchengarten
- Der Sandweg